# Изложение на Прилепската българска община до Великите сили
Изложението на Прилепската българска община за страданията на българите до Великите сили е написано и изпратено до посланиците на петте Велики сили в Цариград преди Руско-турската война от 1877 – 1878 година.
Инициативата е на Прилепската българска община. Изложението е написано от директора на Прилепското българско мъжко училище Йосиф Ковачев. Учителят Никола Ганчев Еничерев трябвало да пренесе писмата до Цариград и лично да ги предаде на петимата посланици, но той се побоял и тогава общината възлага опасната задача на Диме Коров. Коров ги скрива в нов памучен минтан, който си поръчва за целта, и успява да ги пренесе не само до Солун, където според уговорката трябва да ги предаде на Еничерев в Мирчевия хан (на прилепчанина Мирче Чютуков), но и да ги качи на парахода за Цариград, на чийто борд ги предава на Еничерев.
Никола Еничерев посещава най-напред руския посланик граф Игнатиев, на когото предава изложението. В него е написано, че ако от страна на Русия не бъдат взети мерки за подобряване на положението на българите, те ще прегърнат унията. Тогава граф Игнатиев взима от Еничарев и останалите писма, до другите посланици, а на него казва да предаде на населението, че „Русия наскоро ще ви освобди“.